# Émissions de méthane des zones humides

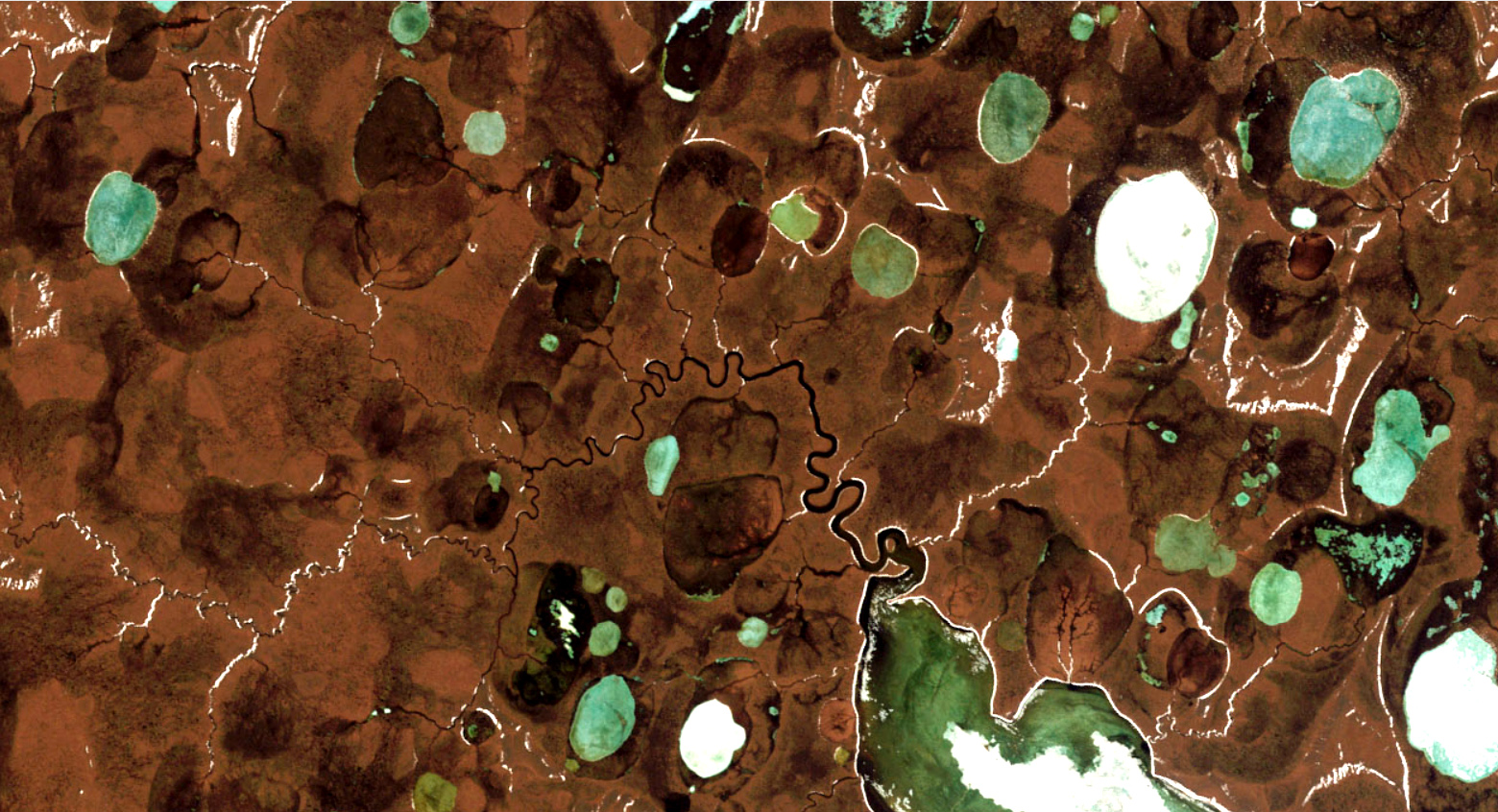
Vue satellitale de la région sibérienne des baies d'Omulyakhskaya et de Khromskaya, montrant divers lacs thermokarstiques. Leur eau peut brutalement disparaitre dans la structure en gruyère du pergélisol ou « fuir » vers un cours d'eau proche ou vers la mer. Les taches foncées sont d'anciens lacs thermokarstiques ou d'effondrements. Ces zones humides sont particulièrement émettrices de méthane.
Source : Landsat 5 / USGS.

Les émissions de méthane des zones humides sont l'ensemble des quantités de méthane rejetées dans l'atmosphère (« méthane atmosphérique »), par certaines zones humides dont le sédiment ou le substrat est riche en matière organique (MO) fermentescible et anoxique (c'est-à-dire pauvre en oxygène ou anoxiques), bien que l'on constate aussi, bien moindrement et de manière encore mal comprise, une production aérobie de méthane. Les zones concernées sont principalement des tourbières, rizières, estuaires, certaines lagunes et mangroves, ainsi que certains milieux aquatiques très riches ou trop riches en nutriments (respectivement dits eutrophes et dystrophes).
Le méthane y provient d'une fermentation anaérobie et méthanogène, favorisée par le caractère pauvre en oxygène (anoxie) du sédiment. 
Trois principaux mécanismes transfèrent le méthane de la zone humide à l'atmosphère : la diffusion  moléculaire, l'aérenchyme végétal et l'ébullition. Les zones de pergélisol et les zones humides les plus anoxiques sont la plus grande source naturelle mondiale de méthane atmosphérique. Ces milieux semblent partout perdre tout ou partie de leur fonction de puits de carbone (majeures), en raison de boucles de rétroaction climatique entre le réchauffement climatique, la fonte des glaces et du pergélisol (la diminution de l'albédo) et les émissions de méthane.
Les niveaux et flux d'émission y varient beaucoup selon le type de zone humide, et les apports en nutriments ; ils sont mesurés par des techniques telles que la covariance de Foucault. Les émissions de certaines zones humides (ex. : estuaires, canaux, mares ou pergélisols) sont encore mal mesurées, et ont été très sous-estimées. Zhen Zhang et al. en 2020, dans la revue PNAS ont alerté à nouveau sur le manque de prise en compte de ce CH4 par les stratégies mondiales d'atténuation du réchauffement (y compris par le GIEC qui manquait de données pour ces milieux), alors que les modélisations annoncent une exacerbation de ces flux au XXIe siècle, notamment avec l'extension des surfaces boréales de zones humides issues de la fonte du pergélisol. Pour rester sous la barre des +2 °C, il est indispensable d'aussi tenir compte de ces émissions insistent-ils.
Contrairement à une idée reçue, le froid n'est pas un obstacle à la production bactérienne de CH4. On trouve en zone de pergélisol une abondance de bactéries méthanogènes. Et il est à noter que le relargage du méthane de l'Arctique s'accompagne souvent d'émissions de CO2, mais aussi d'émission préoccupantes de vapeur de mercure (cause d'un phénomène dit de pluies de mercure qui pourrait correspondre à des retombées de centaines de tonnes de ce métal par an dans les deux régions polaires selon J Raloff (2003).

## Contexte
Les zones humides contribuent à hauteur d'environ 167 Tg de méthane à l'atmosphère par an. Dans l'inventaire mondial des émissions de méthane, certaines zones humides (rizières, bouchon vaseux de nombre d'estuaires, tourbières en feu…) constituent la plus grande source naturelle de méthane atmosphérique au monde, tout en étant des puits de carbone. Or, dans le contexte du dérèglement climatique, et dans le contexte du réchauffement global, ces relargages pourraient encore beaucoup augmenter ; ils sont donc un sujet de préoccupation majeur concernant la prospective climatique et la lutte contre le Réchauffement climatique,,. Les zones humides sont caractérisées par des sols hydromorphes, c'est-à-dire gorgés d'eau et des communautés distinctives d'espèces de plantes et d'animaux qui ont évolué et se sont adaptées à la présence constante d'eau. Quand le sédiment est riche en matière organique, pauvre en oxygène et saturé en eau, des conditions propices à la production de méthane par certains microbes sont réunies.
La plupart de la méthanogenèse, ou production de méthane, se produit dans des environnements pauvres en oxygène ou anoxiques. Parce que les microbes qui vivent dans des environnements chauds, humides ou ennoyés et sans lumière consomment de l'oxygène plus rapidement qu'il ne peut en diffuser à partir de l'atmosphère, certaines zones humides sont les environnements anaérobies idéaux pour la fermentation ainsi que l'activité méthanogène. Cependant, les niveaux de méthanogenèse peuvent fluctuer car ils dépendent de la disponibilité de l'oxygène, de la température du milieu (sédiment, sol, déchet fermentescible, nécromasse…) et de sa composition ; un environnement plus chaud et anaérobie, riche en matière organique permet une méthanogenèse plus efficace.
La fermentation est un processus utilisé par certains types de micro-organismes pour décomposer les nutriments essentiels. Dans un processus appelé méthanogenèse acétoclastique, les micro-organismes du domaine de classification des archées produisent du méthane en fermentant de l'acétate, et du H2CO2 en méthane et en dioxyde de carbone.
H3C-COOH → CH4 + CO2
Selon la zone humide et le type d'archées, la méthanogenèse hydrogénotrophe, un autre processus qui produit du méthane, peut également se produire. Ce processus se produit à la suite de l'oxydation de l'hydrogène par les archées avec du dioxyde de carbone pour produire du méthane et de l'eau.
4H2 + CO2 → CH4 + 2H2O

## Évolutions naturelles (ou anthropiques) des zones humides
Il existe de nombreux types de zones humides, chacune caractérisée par des cortèges uniques d'espèces et des conditions aquatiques : les marais, les tourbières, les fens, les mires, les Fondrière de mousse (muskegs), et les pocosins. Étant donné que chaque type de zone humide est unique, les mêmes caractéristiques utilisées pour classer chaque zone humide peuvent également être utilisées pour caractériser la quantité de méthane émise par cette zone humide particulière. Tout environnement au moins en partie saturé d'eau, avec un niveau au moins modéré de décomposition, crée les conditions anaérobies nécessaires à la méthanogenèse, mais la quantité d'eau et de matière fermentescible, ainsi que la vitesse de décomposition, et le degré d'activité des méthanotrophes, y moduleront l'ampleur des émissions de méthane. Par exemple, une nappe phréatique plus basse (niveau piézométrique) peut entraîner une baisse des émissions de méthane, car de nombreuses bactéries méthanotrophes nécessitent des conditions oxiques pour oxyder le méthane en dioxyde de carbone et en eau. Inversement, une remontée de nappe entraînera un aussi une élévation de l'émissions de méthane, car il y a moins de surface habitable pour les bactéries méthanotrophes, et ainsi le méthane peut plus facilement se diffuser dans l'atmosphère sans se décomposer.
Les zones humides évoluent dans l'espace et le temps, ainsi que leurs émissions de méthane.
Par exemple, les tourbières contiennent une grande quantité de tourbe ou d'organismes partiellement décomposés. Lorsque les tourbières se développent pour la première fois, elles sont souvent au départ des fens, des zones humides caractérisées par un sol riche en minéraux. Ces zones humides inondées, avec des nappes phréatiques plus élevées, auraient naturellement des émissions de méthane plus élevées. Finalement, les fens se transforment en tourbières, zones humides acides avec des accumulations de tourbe et des nappes phréatiques plus basses. Avec des nappes phréatiques plus basses, les émissions de méthane sont plus facilement consommées par les bactéries méthanotrophes, ou consommatrices de méthane, et ne parviennent jamais à l'atmosphère. Au fil du temps, les tourbières se développent et se retrouvent avec des flaques d'eau accumulées, ce qui augmente encore une fois les émissions de méthane.

## Voies d'émission de méthane dans les zones humides
Une fois produit par des organismes anaérobies, le méthane peut atteindre l'atmosphère par trois voies principales : la diffusion moléculaire, le transport à travers l'aérenchyme végétal et l'ébullition. La productivité primaire alimente les émissions de méthane à la fois directement et indirectement, car les plantes fournissent non seulement une grande partie du carbone nécessaire aux processus de production de méthane dans les zones humides, mais peuvent également affecter son transport. Plus récemment, on a montré l'existence d'une voie de production et émission aérobie de méthane, mais qui est encore mal expliquée, et qui concerne des quantités encore très discutées.

### Diffusion
La diffusion à travers le profil fait référence au mouvement du méthane à travers le sol et les plans d'eau pour atteindre l'atmosphère. L'importance de la diffusion comme voie varie selon les zones humides en fonction du type de sol et de végétation. Par exemple, dans les tourbières, la quantité massive de matière organique morte, mais non en décomposition, entraîne une diffusion relativement lente du méthane à travers le sol. De plus, comme le méthane peut voyager plus rapidement dans le sol que dans l'eau, la diffusion joue un rôle beaucoup plus important dans celles les zones humides où le sol est moins saturé en eau et plus perméable.

### Aérenchyme

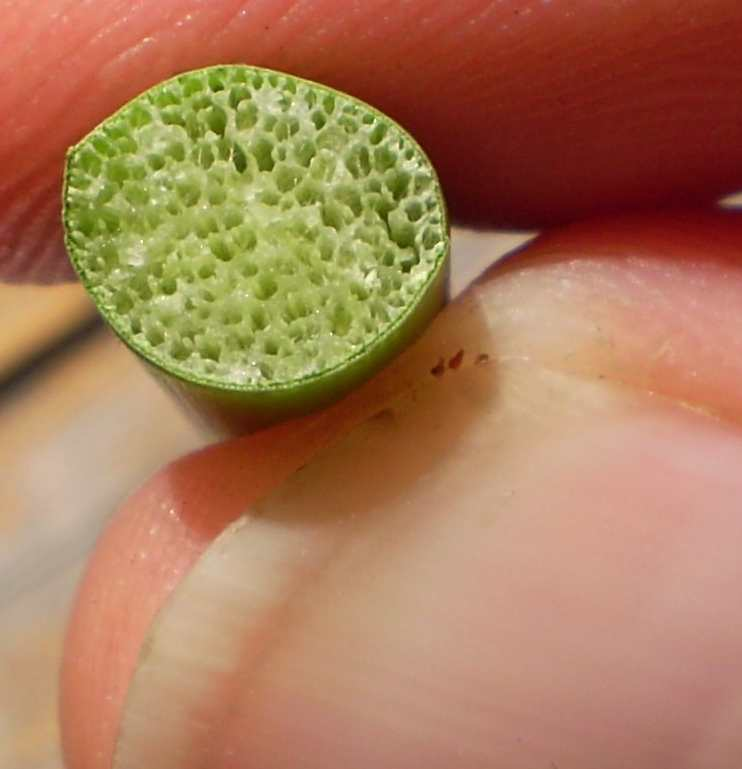
Le flux de méthane d'origine végétale à travers l'aérenchyme végétal, illustré ici, peut contribuer de 30 à 100 % du flux total de méthane des zones humides avec de la végétation émergente.

L'aérenchyme végétal fait référence aux tubes de transport en forme de vaisseau dans les tissus de certains types de plantes. Les plantes avec aérenchyme possèdent un tissu poreux qui permet le déplacement direct des gaz vers et depuis les racines des plantes. Le méthane peut voyager directement du sol dans l'atmosphère en utilisant ce système de transport. Le « shunt » direct créé par l'aérenchyme permet au méthane de contourner l'oxydation par l'oxygène qui est également transporté par les plantes jusqu'à leurs racines.

### Ébullition
L'ébullition fait référence à la libération soudaine de bulles de méthane dans l'air. Ces bulles se produisent à la suite de l'accumulation de méthane au fil du temps dans le sol, formant des poches de méthane. Au fur et à mesure que ces poches de méthane piégé grossissent, le niveau du sol lentement s'élève également. Ce phénomène se poursuit jusqu'à ce que la pression s'accumule tellement que la bulle « éclate », transportant le méthane à travers le sol si rapidement qu'il n'a pas le temps d'être consommé par les organismes méthanotrophes du sol. Avec ce dégagement de gaz, le niveau de sol s'abaisse alors de nouveau.
L'ébullition dans les zones humides peut être enregistrée par des capteurs délicats, appelés piézomètres, capables de détecter la présence de poches de pression dans le sol. Les charges hydrauliques sont également utilisées pour détecter la montée et la descente subtiles du sol à la suite de l'accumulation et de la libération de pression. À l'aide de piézomètres et des charges hydrauliques, une étude a été menée dans les tourbières du nord des États-Unis pour déterminer l'importance de l'ébullition comme source de méthane. Non seulement il a été déterminé que l'ébullition est en fait une source importante d'émissions de méthane dans les tourbières du nord des États-Unis, mais il a également été observé qu'il y avait une augmentation de la pression après des précipitations importantes, ce qui suggère que les précipitations sont directement liées aux émissions de méthane dans les zones humides.

## Facteurs de contrôle des émissions de méthane des zones humides
L'ampleur des émissions de méthane d'une zone humide est généralement mesurée à l'aide de techniques de covariance de Foucault, de gradient ou de flux de chambre, et dépend de plusieurs facteurs, y compris la nappe phréatique, les rapports comparatifs des bactéries méthanogenèses aux bactéries méthanotrophes, les mécanismes de transport, la température, le type de substrat (en), la vie végétale et le climat. Ces facteurs agissent ensemble pour affecter et contrôler le flux de méthane dans les zones humides.
Dans l'ensemble, le principal déterminant du flux net de méthane dans l'atmosphère est le rapport du méthane produit par les bactéries méthanogènes qui parvient à la surface par rapport à la quantité de méthane oxydé par les bactéries méthanotrophes avant d'atteindre l'atmosphère. Parfois la production d'hydrate de méthane piège aussi une partie du méthane produit par les bactéries, et d'autres facteurs modulateurs interviennent. De plus, les voies d'émission de méthane affectent la façon dont le méthane se déplace dans l'atmosphère et ont donc un effet égal sur le flux de méthane dans les zones humides[pas clair].

### Niveau hydrostatique
Le premier facteur déterminant à considérer est le niveau piézométrique. Non seulement l'emplacement de la mare (pool) et de la nappe phréatique détermine les zones où la production ou l'oxydation du méthane peut avoir lieu, mais il détermine également la vitesse à laquelle le méthane peut se diffuser dans l'air. Lorsqu'elles voyagent dans l'eau, les molécules de méthane pénètrent dans les molécules d'eau en mouvement rapide et mettent ainsi plus de temps à atteindre la surface. Les déplacements dans le sol sont cependant beaucoup plus faciles et se traduisent par une diffusion plus facile dans l'atmosphère. Cette théorie du mouvement est étayée par des observations faites dans les zones humides où des flux importants de méthane se sont produits après une baisse de la nappe phréatique due à la sécheresse. Si la nappe phréatique est à la surface ou au-dessus de la surface, alors le transport du méthane commence à se faire principalement par ébullition et par transport vasculaire ou pressurisé par les plantes, avec des niveaux élevés d'émission se produisant pendant la journée à partir des plantes qui utilisent la ventilation pressurisée.

### Température
La température est également un facteur important à considérer car la température de l'environnement — et la température du sol en particulier — affecte le taux métabolique de production ou de consommation par les bactéries. De plus, comme les flux de méthane se produisent chaque année avec les saisons, des preuves suggèrent que les changements de température associés au niveau de la nappe phréatique agissent ensemble pour provoquer et contrôler les cycles saisonniers.

### Composition du substrat
La composition et température du substrat, ainsi que la biodisponibilité de ses nutriments pour les bactéries méthanogènes et méthanotrophes modulent le taux de production et de consommation de méthane. Ainsi, les sols ou sédiments humides riches en acétate d'hydrogène et de dioxyde de carbone sont propices à la méthanogenèse. De plus, le type de vie végétale et la quantité de décomposition végétale affectent les nutriments disponibles pour les bactéries ainsi que l'acidité. Les lixiviats végétaux tels que les composés phénoliques de la sphaigne peuvent également interagir avec les caractéristiques du sol pour moduler la production et la consommation de méthane. Une disponibilité constante de cellulose et un pH du sol d'environ 6,0 ont été déterminés pour fournir des conditions optimales pour la production et la consommation de méthane ; cependant, la qualité du substrat peut être supplantée par d'autres facteurs. Le pH et la composition du substrat doivent encore être comparés aux effets de la nappe phréatique et de la température.

### Production nette de l'écosystème
La production nette de l'écosystème (Net ecosystem production, NEP) et les changements climatiques sont les facteurs englobants, qui ont une relation directe avec les émissions de méthane des zones humides. Dans les zones humides avec des nappes phréatiques élevées, il a été démontré que la NEP augmente et diminue avec les émissions de méthane, probablement en raison du fait que les émissions de NEP et de méthane évoluent avec la disponibilité du substrat et la composition du sol. Dans les zones humides avec des nappes phréatiques plus basses, le mouvement de l'oxygène dans et hors du sol peut augmenter l'oxydation du méthane et l'inhibition de la méthanogenèse, annulant la relation entre émissions de méthane et NEP car la production de méthane dépend de facteurs profonds dans le sol.
Un climat changeant affecte de nombreux facteurs au sein de l'écosystème, y compris la nappe phréatique, la température et la composition des plantes dans la zone humide - tous facteurs qui affectent les émissions de méthane. Cependant, le changement climatique peut également affecter la quantité de dioxyde de carbone dans l'atmosphère environnante, ce qui réduirait à son tour l'ajout de méthane dans l'atmosphère, comme le montre une diminution de 80 % du flux de méthane dans les zones où les niveaux de dioxyde de carbone ont doublé.

## Modifications anthropiques des zones humides
Les humains drainent souvent les zones humides au nom du développement (pour exploiter les tourbières notamment, pour l'urbanisation ou l'agriculture ou la production de palmiers à huile (en Indonésie notamment). Ce faisant, ils abaissent la nappe phréatique en augmentant la consommation de méthane par les bactéries méthanotrophes du substrat. Cependant, l'export d'eau via le drainage, crée des fossés saturés d'eau et éventuellement d'autres zones humides en aval, qui, en environnement chaud et humide peuvent à leur tour émettre une grande quantité de méthane. In fine l'effet réel sur les émissions de méthane dépend de facteurs complexes : si sa nappe a baissé, la minéralisation d'une tourbière libère du CO2 et du méthane ; ses drains sont des milieux humide qui peuvent aussi en libérer. Une zone humide qui densément végétalisée par peut redevenir un puits de carbone et de méthane, et ceci, au gré de modifications naturelles ou anthropiques du bassin versant et du climat.

### Cas particulier des pergélisols

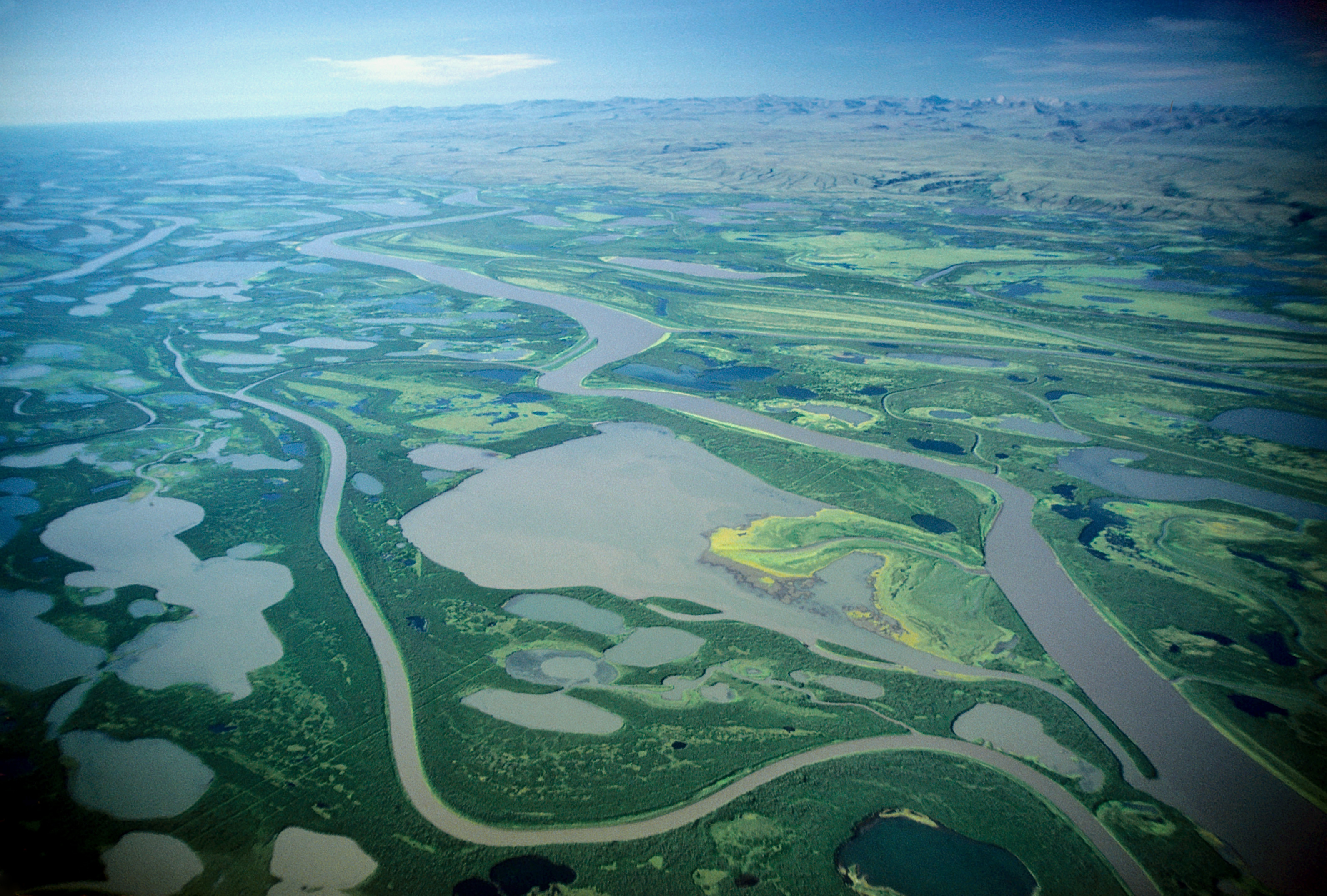
Vue aérienne (1987) d'une partie du delta du fleuve Mackenzie, situé à environ 120 km à l'ouest de la ville d'Inuvik et ouvrant sur la mer de Beaufort dans l'Océan arctique. Depuis les années 1980, le pergélisol peu profond se réchauffe de 0,3 à par décennie dans le centre et le nord de la région du Mackenzie, contribuant à une hausse importante des rejets de et de dans les chenaux du Delta.

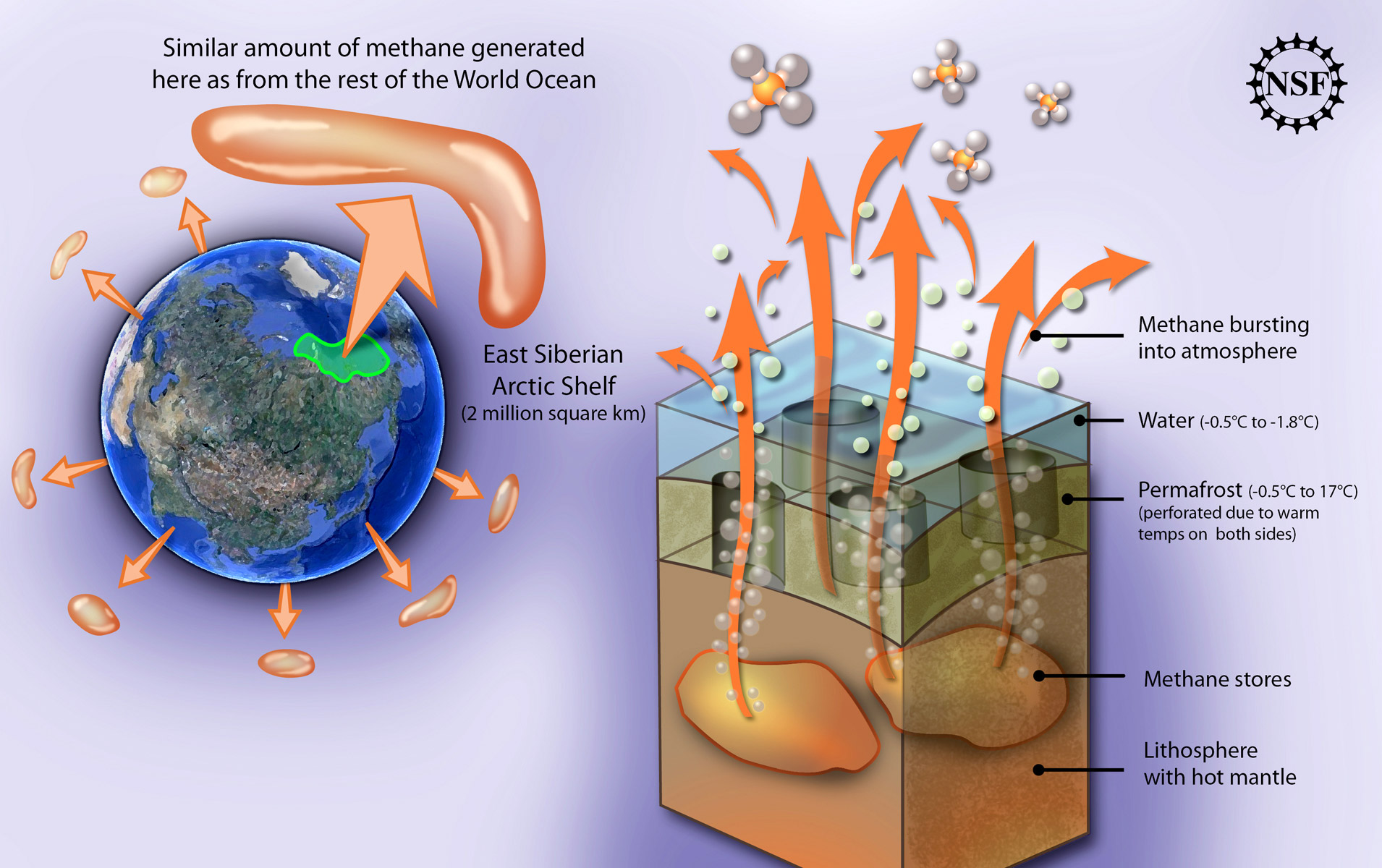
Le permafrost du plateau arctique de Sibérie orientale (environ 2 millions de kilomètres carrés) est plus poreux qu'on ne le pensait auparavant. L'océan au-dessus et la chaleur du manteau en dessous, et le réchauffent lui donnet une structure interne en gruyère. Le méthane accumulé sous pression dans les trous de ce gruyère peut être brutalement libéré dans l'air. La quantité de émis dans cette zone est comparable à cette de toute le méthane venant du reste de l'Océan mondials. Le méthane est un gaz à effet de serre 30 fois plus puissant que le.

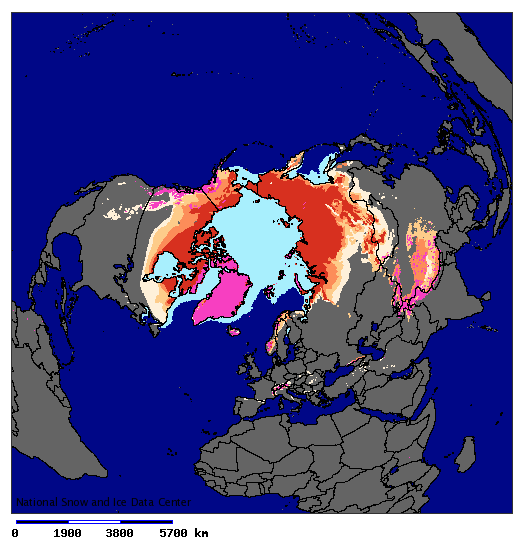
Pergélisol de l'hémisphère nord (nuances de brun) ; la calotte polaire et les glaciers du Groenland sont en rose-violet ; la glace de l'océan arctique en bleu clair (source NSIDC).

Les pergélisols sont en grande partie et en quelque sorte d'immenses zones humides en grande partie congelées, mais le réchauffement anthropique a commencé à les faire fondre. 
Sous les millions d'hectares de toundra sibérienne et canadienne, ils contiennent une grande quantité de matière organique fermentescible (qui sera source de méthane), et une grande quantité de clathrates. Leur fonte rapide entraînerait une forte augmentation d'émission de CH4 par les clathrates (dont en zone circumpolaire). Le taux actuel moyen de CH4 en Arctique est au tout début du XXIe siècle d'environ 1,85 ppm, soit la plus élevée depuis 400 000 ans, alerte Natalia Chakhova. Un taux encore plus élevé au-dessus du plateau arctique sibérien oriental fait évoquer de signes d'instabilité dans le permafrost immergé : « S'il continue à se déstabiliser, les émissions de méthane […] seront beaucoup plus importantes ».
Une part significative du pergélisol circumpolaire est immergée au fond de lacs et de cours d'eau froides, et sous le niveau marin ; elle a pour cette raison longtemps échappé aux observateurs. Une étude dirigée par Natalia Chakhova et Igor Semiletov, université de l'Alaska à Fairbanks (2003-2008), menée dans les eaux du plateau arctique de Sibérie orientale (plus de deux millions de kilomètres carrés) a montré qu'au début du XXIe siècle, ces pergélisols immergés perdent aussi du méthane ; et en plus grande quantité et plus vite que ce que prévoyaient les modèles : là, durant cinq ans, plus de 50 % des eaux de surface et plus de 80 % des eaux profondes étudiées présentaient un taux de méthane environ huit fois supérieur à la normale. 
Plus au sud et à haute altitude, dans 4 bassins du plateau oriental du Qinghai et du Plateau du Tibet suivis durant 3 ans, Zhang et al. ont observé (Nature Geoscience, 2020) d'importants phénomènes d'ébullitions de méthane dans les rivières issues du pergélisol. Là, le taux d'ébullition moyen était de 11,9 mmolCH4 par m2 et par jour), probablement favorisé par une faible profondeur des eaux et une faible pression atmosphérique. Ce bullage étaient six fois plus important que la moyenne mondiale, allant jusqu'à 374,4 mmolCH4 par m2 et par jour. Les auteurs ont estimé que pour les cours d'eau du premier au septième ordre qu'ils ont étudié, les émissions de CH4 sont comprises entre 0,37 et 1,23 TgCH4 par an.
De plus, il s'avère que le permafrost du plateau arctique de Sibérie orientale (environ 2 millions de kilomètres carrés) est plus hétérogène et « poreux » qu'on ne le pensait auparavant : sous l'effet de la chaleur du manteau, il présente en profondeur une structure interne en gruyère où du méthane sous pression est accumulé dans les trous. Quand ces trous sont mis en communication avec la surface, du méthane peut y être brutalement libéré en grande quantité. 
La quantité qui s'échappe de cette zone est comparable à tout le méthane provenant du reste des océans du monde réunis. Le méthane est un gaz à effet de serre 30 fois plus puissant que le dioxyde de carbone. Enfin, en fondant le permafrost libère aussi de l'oxyde nitreux qui est aussi un gaz à effet de serre,.

## Quantification satellitale des émissions
WAD2M est la 1ère carte dynamique des zones humides dérivée d’observations satellites réalisée à échelle du monde, mais elle souffrait « d'artefacts majeurs de contamination par les déserts, la neige et les océans, ainsi que d’incohérences dans la variabilité temporelle ».
Une seconde approche satellitale, dite GIEMS-2, a couvert la période 1992 - 2020, détectant fiablement les variations des étendues d'eau, même dans des zones densément végétalisées, permettant de cartographier mensuellement les surfaces de zones humides émettrices de CH₄ de 1992 à 2020. Ces données, stockées dans une base de données « GIEMS-MethaneCentric », montrent une saisonnalité et une interannualité plus importantes que les travaux précédents.
Une thèse a ensuite spécifiquement étudié les émissions de CH₄ des zones humides sur 29 ans. Elle a proposé un modèle simple (dit SatWetCH4) d'estimation mondiale d'émissions de CH4, basé sur les variations de température du sol et des surfaces en eau, et sur une nouvelle méthode d'estimation du substrat/sol disponible pour la méthanogenèse. Une une nouvelle cartographie mondiale des zones humides émettrices a ainsi été produite, qui confirme d'amples variations saisonnières, et montre des tendances annuelles de 1992 à 2020 (+ 0,4% d'émissions par an, ce qui ne suffit pas à expliquer les augmentations observées dans l'atmosphère, et invite à d'autres études sur le cycle du CH₄ dans le monde).

## Évolution du volume des rejets
Les émissions de méthane issues des zones humides ont augmenté plus vite qu'envisagé dans la plupart des scénarios climatiques. Alors que la hausse des émissions était initialement estimée à 0,9 million de tonnes par an, elle s'élève entre 1,2 et 1,4 million de tonnes par an au cours des 20 dernières années. La plus forte hausse a été enregistrée durant les deux années 2020 et 2021, qualifiée d'exceptionnelle par les chercheurs. Il reste difficile d'estimer précisément le volume de ces rejets. Pour 2020, ils seraient de 14 à 26 millions de tonnes, et de 13 à 23 million de tonnes en 2021.